# Takahira Kogorō
Takahira Kogorō (高平 小五郎?, Takahira Kogorō; Ichinoseki, 29 gennaio 1854 – Tokyo, 28 novembre 1926) è stato un diplomatico giapponese, ambasciatore negli Stati Uniti dal 1900 al 1909.
Nato nella Prefettura di Iwate, Takahira si laureò al Kaisei Gakko (l'antesignano dell'Università Imperiale di Tokyo). Nel 1876, entrò nel Ministero degli affari esteri giapponese. Fu ambasciatore in Austria-Ungheria, ed in Italia, prima di diventare Vice Ministro nel 1899.
Come ambasciatore negli Stati Uniti dal 1900, Takahira partecipò a numerose negoziazioni importanti tra Giappone e USA, incluso il Trattato di Portsmouth nel 1905, che significò il finire della Guerra Russo-Giapponese, e l'Accordo Root-Takahira nel 1908, che ha alleviato la tensione tra Giappone e Stati Uniti nella definizione dei ruoli nell'arena del Pacifico e con la Cina.
Dopo, è diventato danshaku (barone) del sistema kazoku.